# Kosova Demokratik Türk Partisi
Die Kosova Demokratik Türk Partisi (Kurzbezeichnung: KDTP; türkisch für „Türkische Demokratische Partei des Kosovo“, albanisch Partia Demokratike Turke e Kosovës) ist eine politische Partei im Kosovo und repräsentiert politisch die ethnisch-türkische Minderheit im Land. Mahir Yağcılar ist Parteivorsitzender.
Bei den Wahlen 2004 erreichte die KDTP 1,2 Prozent der Stimmen, 2007 erreichte sie 0,87 Prozent, 2010/2011 waren es 1,22 Prozent und 2014 genau 1,02 Prozent. Der ethnisch-türkischen Minderheit garantiert die kosovarische Verfassung – unabhängig vom Wahlergebnis der „türkischen“ Parteien – stets mindestens zwei der 120 Sitze im Parlament.
Mamusha ist die einzige Gemeinde des Kosovo, in der die KTDP die Mehrheit der Wählerstimmen erringt.